# Calycopis cecrops
Calycopis cecrops är en fjärilsart som beskrevs av Fabricius 1793. Calycopis cecrops ingår i släktet Calycopis och familjen juvelvingar. Inga underarter finns listade i Catalogue of Life.

## Bildgalleri

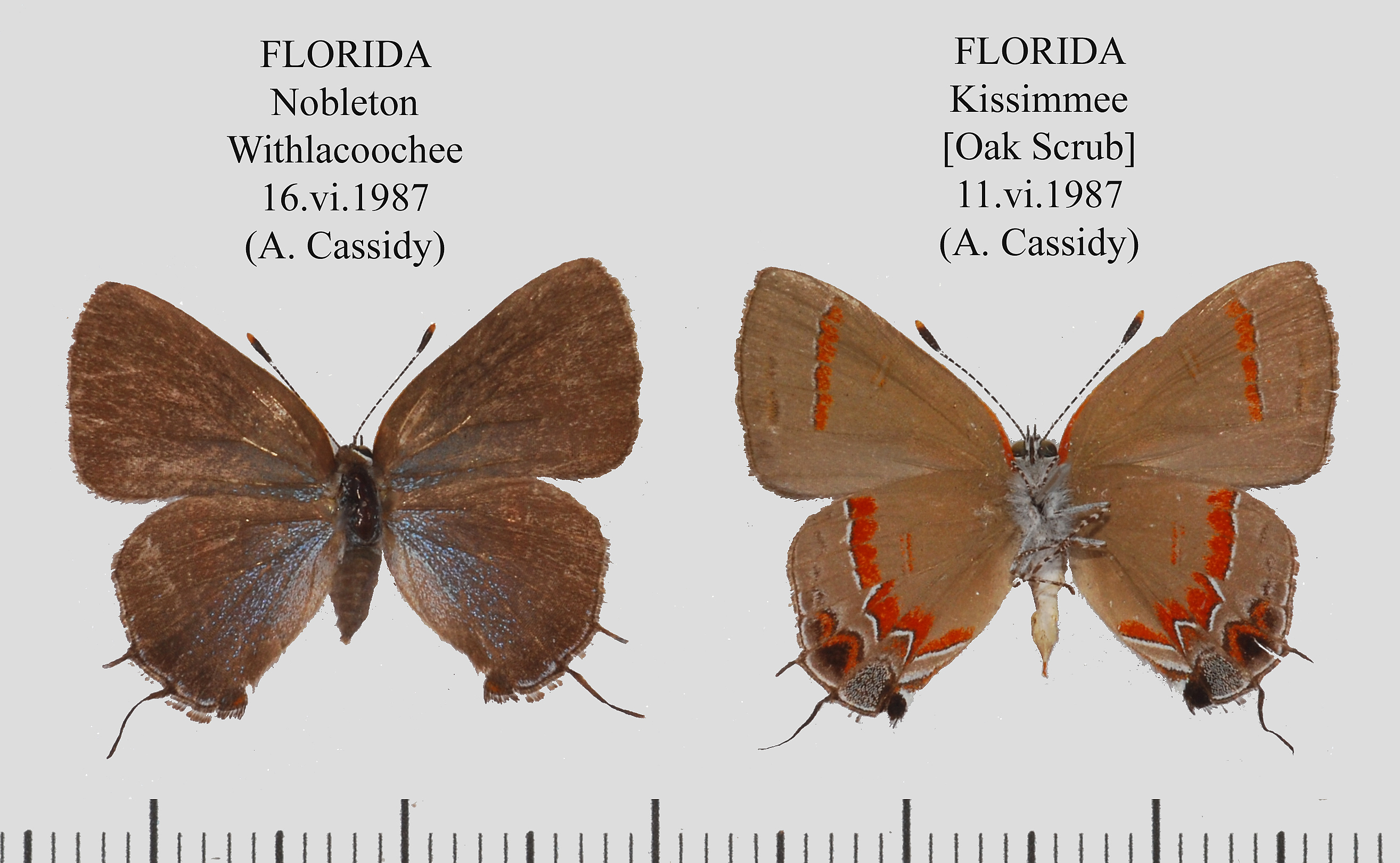
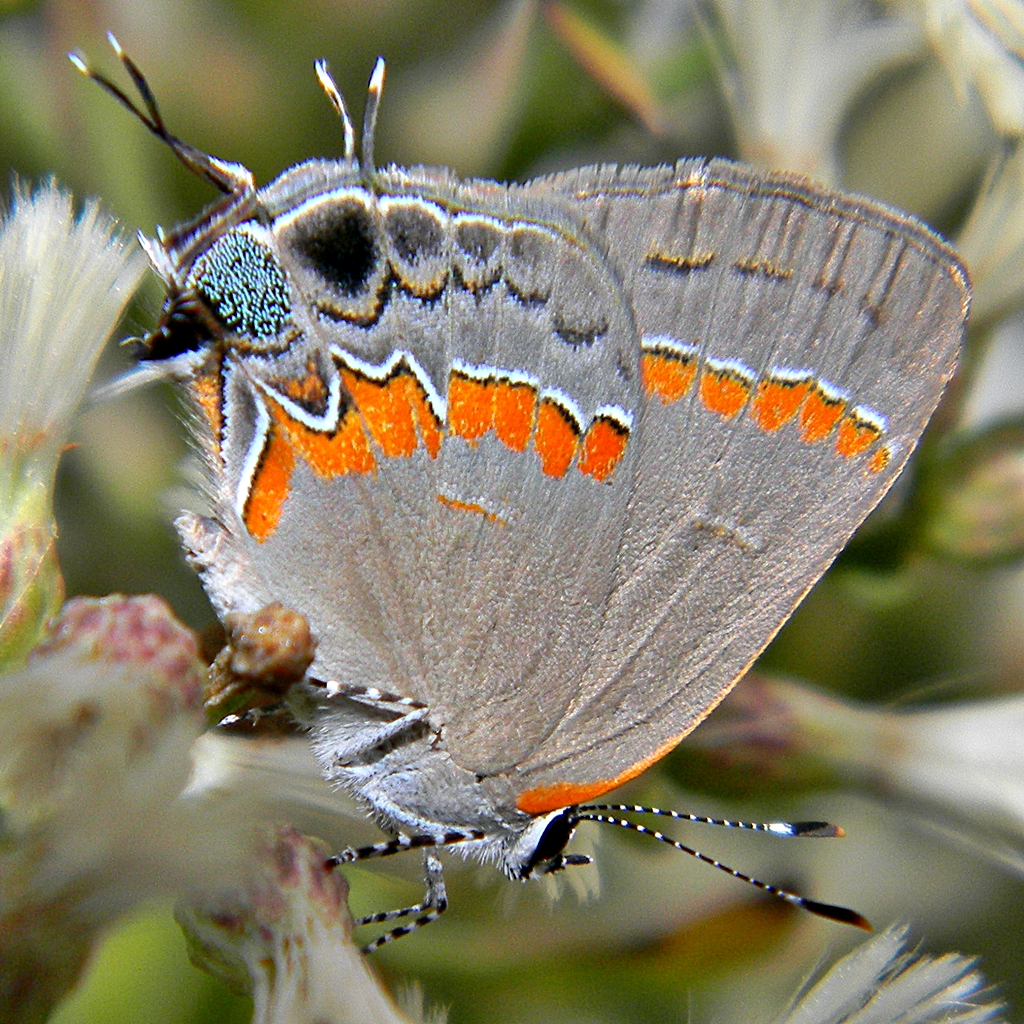
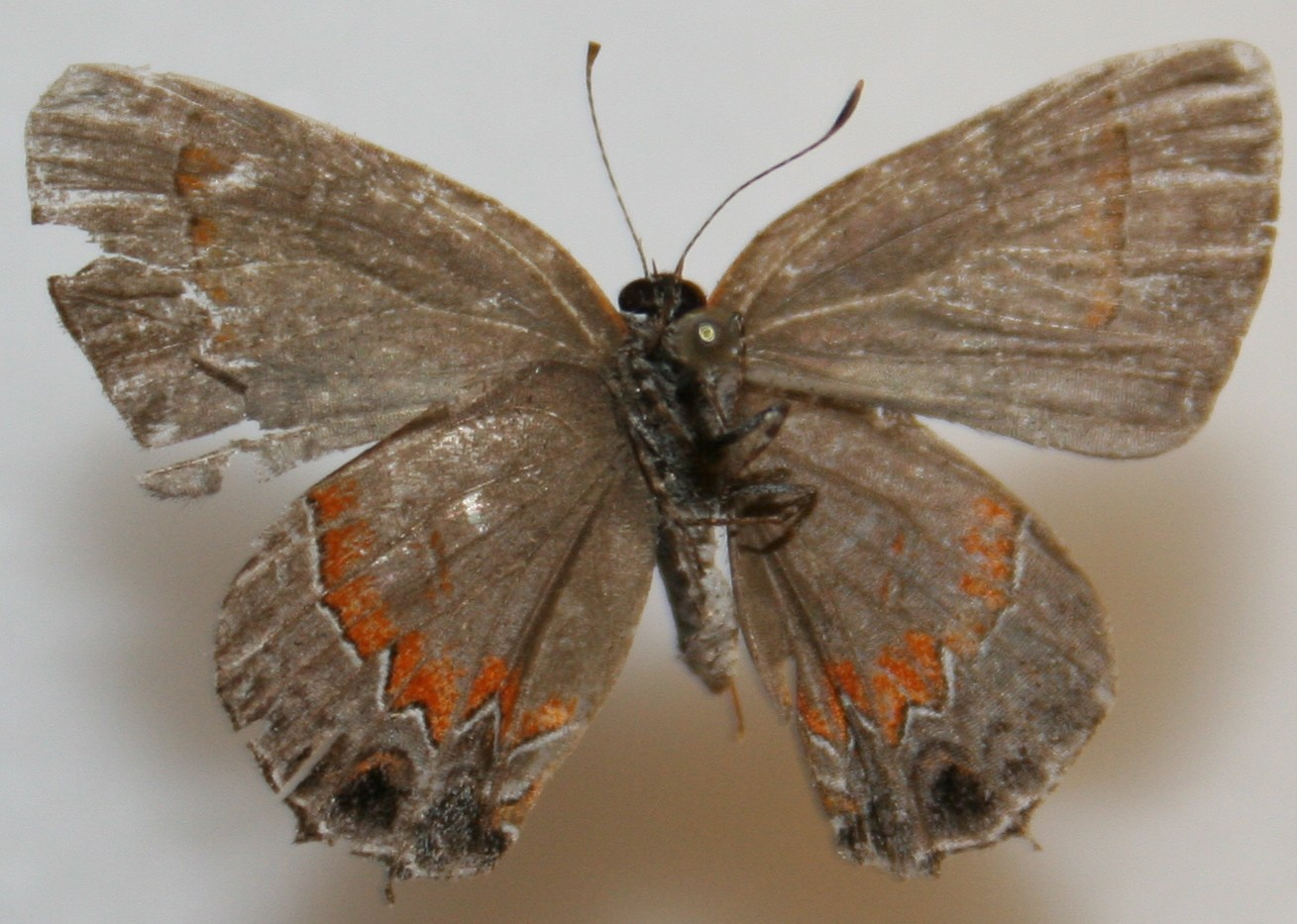
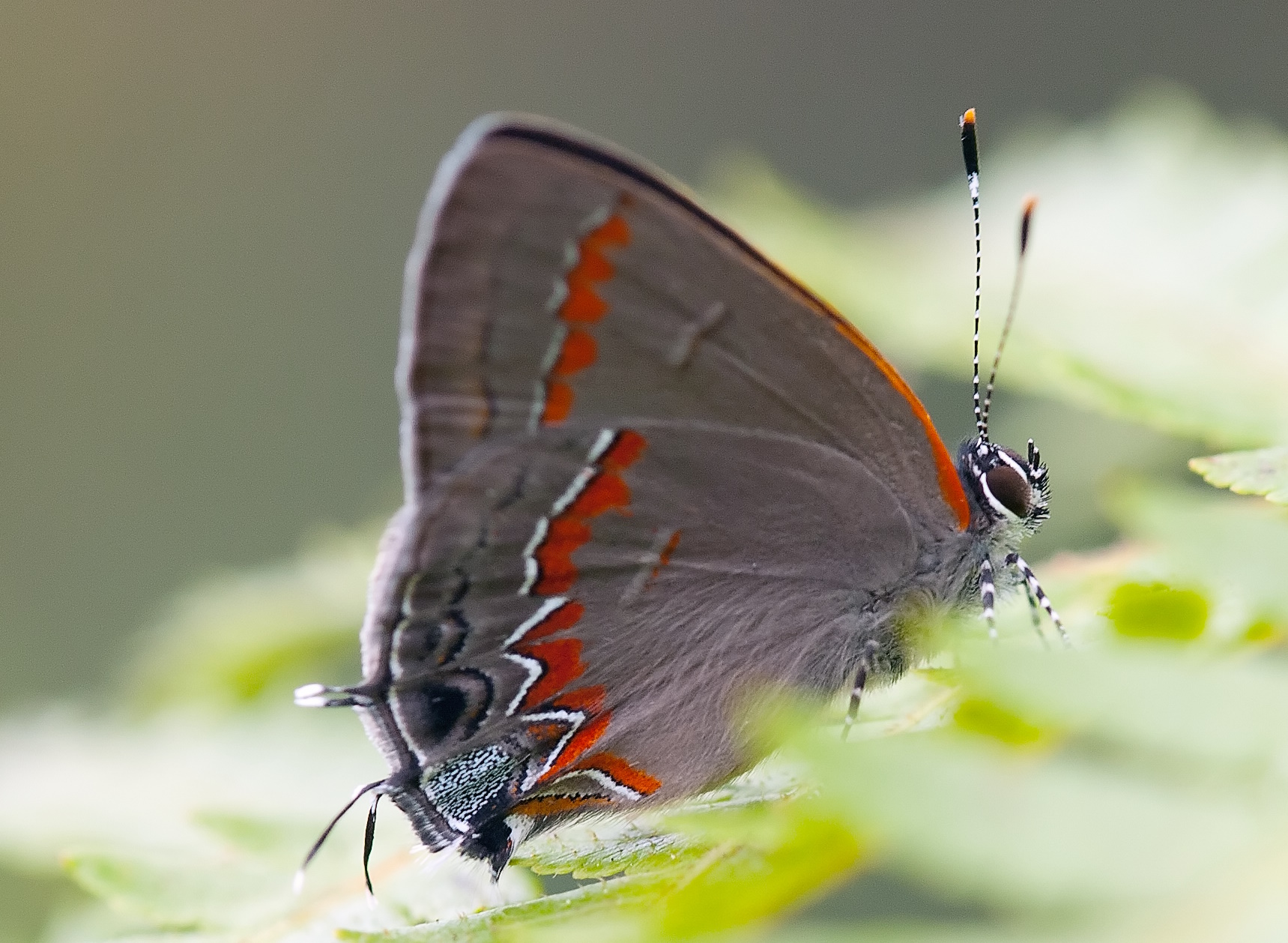
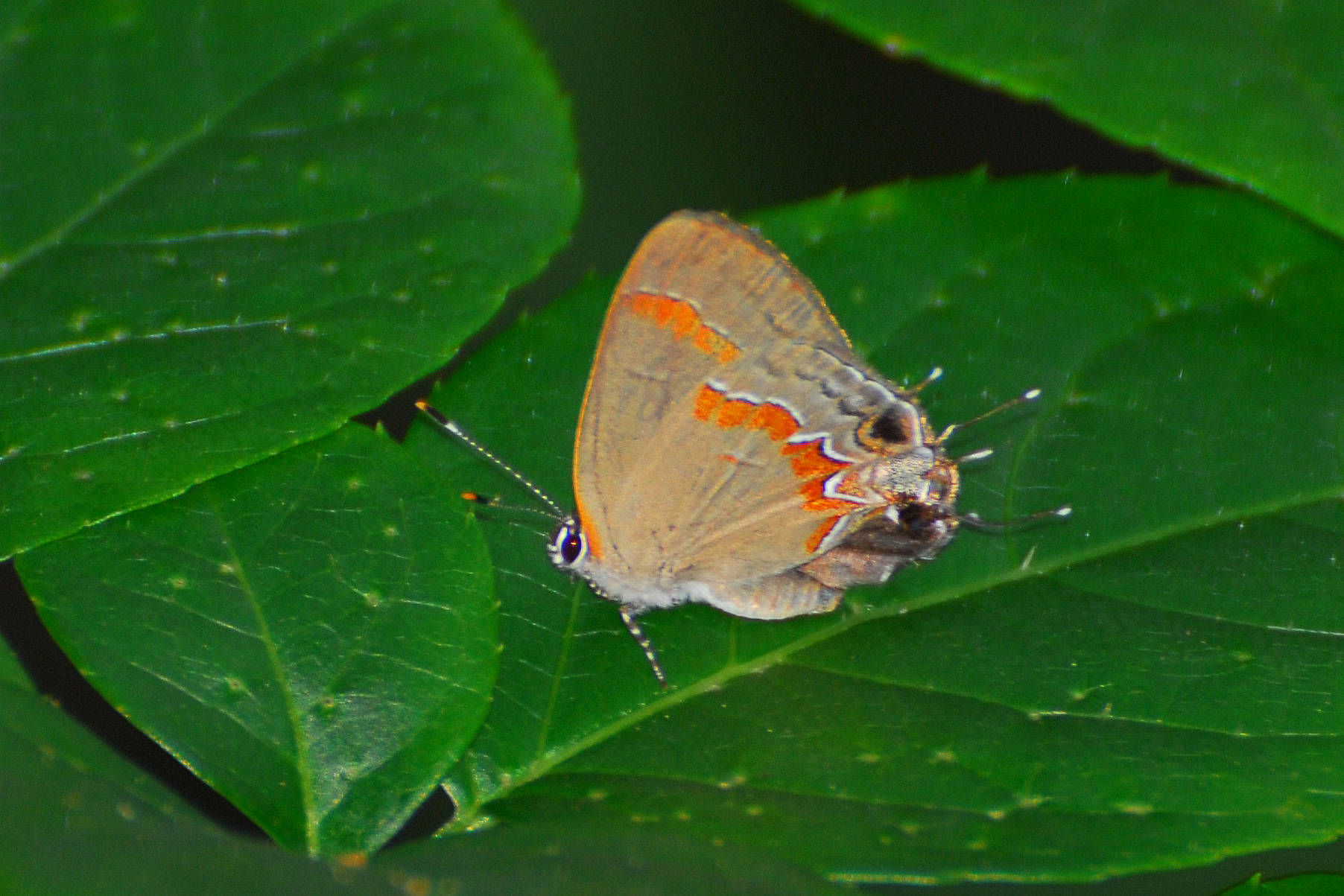